# Wenceslas Munyeshyaka
Wenceslas Munyeshyaka (ur. 30 lipca 1958 w komunie Ngoma, prefektura Butare, Rwanda) – rwandyjski duchowny Kościoła katolickiego skazany zaocznie za zbrodnie popełnione w trakcie ludobójstwa w Rwandzie. Od 1995 roku przebywa we Francji, gdzie od 2001 roku posługuje jako ksiądz w parafiach w Gisors i w dolinie Epte.
Rwandyjski trybunał wojskowy uznał go za winnego gwałtów i pomagania milicjom Hutu w wymordowaniu uchodźców Tutsi kryjących się w kościele Świętej Rodziny w Kigali, w którym był wikariuszem. 16 listopada 2006 roku Munyeshyaka został w Rwandzie skazany zaocznie na karę dożywotniego pozbawienia wolności. Sprawa prowadzona przeciwko niemu przez Międzynarodowy Trybunał Karny dla Rwandy została przekazana francuskiemu wymiarowi sprawiedliwości, a następnie wycofana na wniosek prokuratora.

## Udział w ludobójstwie

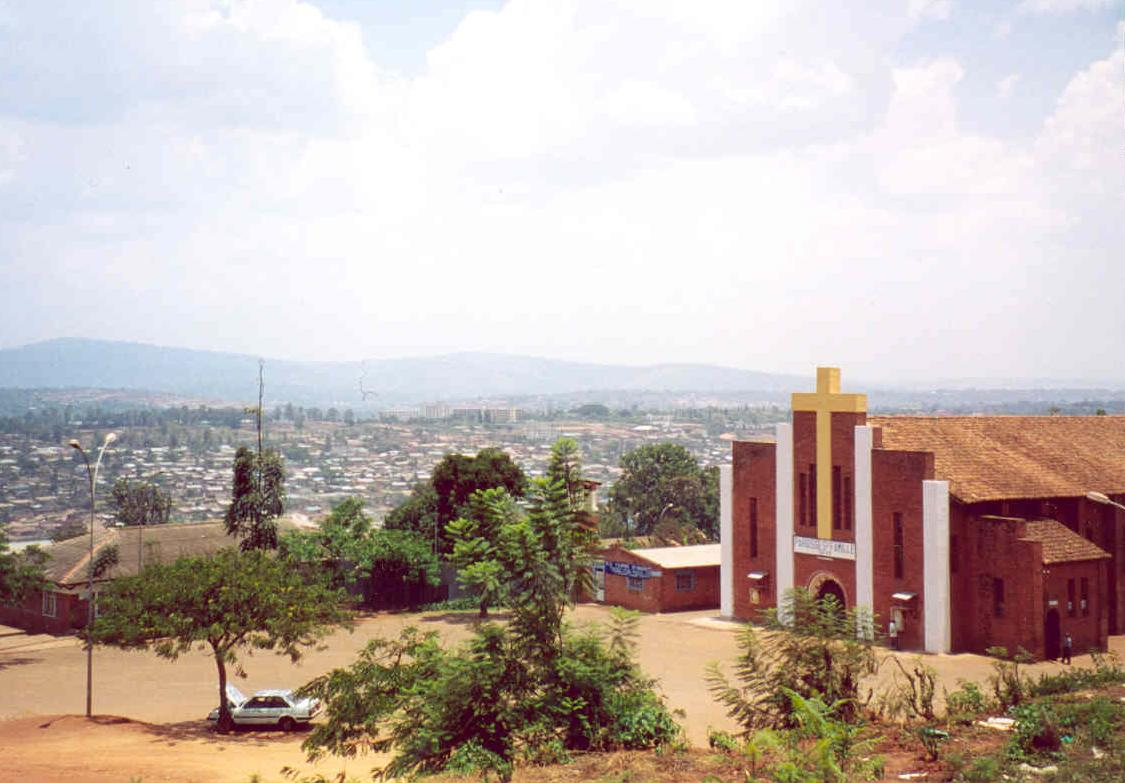
Kościół parafialny Świętej Rodziny
w Kigali, gdzie Wenceslas Munyeshyaka był wikariuszem

Świadkowie zeznawali o masowych egzekucjach odbywających się w dniach od 17 do 22 kwietnia 1994 w parafii Świętej Rodziny w Kigali, gdzie Munyeshyaka był wtedy wikariuszem. W kwietniu i maju 1994 miał on wielokrotnie brać udział w selekcji Tutsich do zamordowania, bezczynnie obserwować jak umierają z pragnienia, donosić na osoby pomagające Tutsim a także dopuścić się gwałtów na szukających schronienia kobietach. Wenceslas Munyeshyaka był fotografowany w trakcie ludobójstwa w stroju wojskowym, z pistoletem i granatami przy pasie.

## Procesy
Przeciwko Wenceslasowi Munyeshyace odbyły się trzy postępowania: jedno prowadzone przez rwandyjski sąd wojskowy w Kigali, drugie prowadzone przez prokuraturę francuską i trzecie przez Międzynarodowy Trybunał Karny dla Rwandy, przekazane po jakimś czasie jurysdykcji francuskiej.

### Proces przed sądem francuskim i postępowanie Międzynarodowego Trybunału Karnego dla Rwandy
25 lipca 1995 roku sędzia śledczy rozpoczął śledztwo przeciwko Wenceslasowi Munyeshyace w sprawie ludobójstwa, zbrodni przeciwko ludzkości oraz udziału w grupie mającej na celu popełnienie tych przestępstw. Podstawą była międzynarodowa konwencja w sprawie zakazu stosowania tortur.
Po długich procedurach mających na celu ustalenie czy i w jakim trybie sądownictwo francuskie ma jurysdykcję nad zbrodniami popełnionymi poza granicami kraju, przez obcokrajowców i przeciwko obcokrajowcom, we wrześniu 2000 roku sędzia prowadzący sprawę zalecił wydanie dwóch międzynarodowych listów rekwizycyjnych, mających na celu sprowadzenie okołu siedemdziesięciu świadków przed sąd. W 2004 listy nadal nie zostały wystosowane, co było przyczyną krytyki procedury
francuskiej przez Europejski Trybunał Praw Człowieka.
21 czerwca 2007 roku MTKR wydał międzynarodowe nakazy aresztowania Munyeshyaki oraz byłego prefekta Gikongoro Laurenta Bucyibaruty, również przebywającego we Francji. Mężczyźni zostali ujęci przez służby francuskie, jednak sąd uznał nakaz aresztowania za niewystarczająco precyzyjny, mimo dosłanych przez Trybunał korekt. 20 listopada 2007 MTKR zrzekł się jurysdykcji nad tą sprawą na rzecz francuskiego wymiaru sprawiedliwości.
20 lutego 2008 roku sądy francuskie wznowiły postępowanie przeciwko Munyeshace oraz Bucyibarutcie. 2 października 2015 roku sędzia zamknął sprawę na wniosek oskarżyciela. Uznano, że Munyeshyaka faktycznie wygłaszał radykalne poglądy i utrzymywał przyjacielskie stosunki z wojskiem i milicjami Hutu, jednak nie wystarcza to do uznania go za współwinnego zbrodni. Apelacja od tego wyroku została odrzucona 21 czerwca 2018, francuskie i rwandyjskie organizacje obywatelskie zapowiadają kasację.

### Proces przed sądem wojskowym w Kigali
W grudniu 2005 roku Rwanda wystawiła międzynarodowy nakaz aresztowania Wenceslasa Munyeshaki. W październiku 2006 roku został on osądzony in absentia i skazany zaocznie na karę dożywotniego pozbawienia wolności, wobec postulowanej przez oskarżyciela kary śmierci. Sprawa odbyła się przed sądem wojskowym w Kigali, ponieważ duchowny został uznany za wspólnika generała Laurenta Munyakaziego, co według prawa rwandyjskiego kwalifikuje sprawę do jurysdykcji sądownictwa wojskowego.